# Antica diocesi di Lincoln
La diocesi di Lincoln (in latino: Dioecesis Lincolniensis) è una sede soppressa della Chiesa cattolica, poi divenuta una sede della Chiesa anglicana.

## Territorio
La diocesi comprendeva la zona centro-orientale dell'Inghilterra ed era suffraganea dell'arcidiocesi di Canterbury.
Sede vescovile era la città di Lincoln, dove fungeva da cattedrale la chiesa della Beata Vergine Maria.
La diocesi era suddivisa in otto arcidiaconati: Lincoln, Huntingdon, Northampton, Leicester, Oxford, Buckingham, Bedford e Stow.

## Storia
Le diocesi anglosassoni di Lindsey e Leicester furono erette verso la fine del VII secolo (680 circa), ricavandone il territorio dalla diocesi di Lichfield (in seguito denominata diocesi di Coventry e Lichfield). Esse erano incluse nel vasto regno di Mercia.
La diocesi di Lindsey aveva la sua sede a Sidnacester, località ancora oggi non ben identificata. Gli autori parlano di cinque possibili identificazioni: Lincoln, Caistor, Louth, Horncastle e Stow, tutte collocate nel Lincolnshire.
Tra l'869 e l'888 la sede di Leicester fu trasferita a Dorchester (oggi nell'Oxfordshire) per sfuggire alle distruzioni norvegesi. Attorno al 971 la diocesi di Lindsey, vacante da tempo a causa degli sconvolgimenti causati dalle devastazioni operate dai Vichinghi danesi (Danelaw), fu unita a quella di Dorchester.
Dopo l'arrivo dei Normanni, nel 1078 (o 1072) circa il vescovo Rémi de Fécamp trasferì la sede della diocesi da Dorchester a Lincoln.
Nel 1108 cedette una porzione di territorio a vantaggio dell'erezione della diocesi di Ely.
Nel 1541 cedette ulteriori porzioni di territorio a vantaggio dell'erezione delle diocesi di Oxford e Peterborough.
L'ultimo vescovo cattolico di Lincoln, Thomas Watson, fu deposto dalla regina Elisabetta il 25 giugno 1559. Con la sua morte, avvenuta a fine settembre del 1584, aveva termine l'antica gerarchia inglese.

## Cronotassi dei vescovi

### Vescovi di Leicester
- Cuthwine † (circa 680 - ?)
- San Wilfrid † (692 - 705/706 dimesso o nominato vescovo di Hexham)
- Headda †
- Aldwine † (? - 737 deceduto)
- Torhthelm † (circa 737 - circa 764 deceduto)
- Eadbeorht † (764 - 796 deceduto)
- Unwona † (796 - 835 deceduto)
- Wernbeorht † (circa 835/840 - 850 deceduto)
- Ceolred † (850)
- Hræthhun † (850 - 860 deceduto)
- Ealdred † (circa 860 - 873 deceduto)
- Ceobred † (873 - 885 deceduto)

### Vescovi di Dorchester
- Ealhard † (circa 886 - dopo l'897 deceduto)
- Coenwulf † (905 - ?)
- Winsy † (menzionato tra il 909 ed il 926)
- Wulstan †
- Oscytel † (950 - 956 o 957 nominato arcivescovo di York)
- Leofwine † (958 - circa 959 deceduto)
- Alfnoth † (960 - 968 deceduto)
- Aescwig (Aeswius) † (circa 978 consacrato - ?)
- Aelfhelm † (circa 996 - 1002)
- Eadnoth I † (1004 - 1016 deceduto)
- Aethelric † (1016 - 1034 deceduto)
- Eadnoth II † (1034 - 1049 deceduto)
- Wulfwig † (1050 - 1067 deceduto)

### Vescovi di Lincoln
- Rémi de Fécamp † (1067 - 7 maggio 1092 deceduto)
- Robert Bloet † (1093 o 1094 consacrato - 9 gennaio 1123 deceduto)
- Alessandro † (22 luglio 1123 consacrato - 20 luglio 1148 deceduto)
- Robert de Chesney † (19 dicembre 1148 consacrato - 26 gennaio 1168 deceduto)
  - Sede vacante (1168-1173)
  - Goffredo Plantageneto † (maggio 1173 - 6 gennaio 1182 dimesso) (vescovo eletto)
- Walter de Coutances † (3 luglio 1183 consacrato - 17 dicembre 1184 nominato arcivescovo di Rouen)
- Sant'Ugo † (21 settembre 1186 consacrato - 17 novembre 1200 deceduto)
- William de Blois † (24 agosto 1203 - 10 maggio 1206 deceduto)
- Hugh of Wells † (21 giugno 1209 - 8 febbraio 1235 deceduto)
- Roberto Grossatesta † (3 giugno 1235 - 10 ottobre 1253 deceduto)
- Henry of Lexington † (17 maggio 1254 - 8 agosto 1258 deceduto)
- Richard of Gravesend † (3 novembre 1258 - 18 dicembre 1279 deceduto)
- Oliver Sutton † (19 maggio 1280 - 13 novembre 1299 deceduto)
- John Dalderby † (12 giugno 1300 - 12 gennaio 1320 deceduto)
- Henry Burghersh † (27 maggio 1320 - 4 dicembre 1340 deceduto)
- Thomas Bek † (26 giugno 1342 - 2 febbraio 1347 deceduto)
- John Gynwell † (23 marzo 1347 - 5 agosto 1362 deceduto)
- John Bokyngham † (5 aprile 1363 - 10 marzo 1398 deceduto)
- Henry Beaufort † (1º giugno 1398 - 19 novembre 1404 nominato vescovo di Winchester)
- Philip Repyngdon † (19 novembre 1404 - 10 ottobre 1419 dimesso)
- Richard Fleming † (20 novembre 1419 - 25 gennaio 1431 deceduto)
- William Gray I † (30 aprile 1431 - febbraio 1436 deceduto)
- William Alnwick † (19 settembre 1436 - 5 dicembre 1449 deceduto)
- Marmaduke Lumley † (28 gennaio 1450 - 1450 deceduto)
  - William Gray II † (23 dicembre 1450 - ? dimesso) (vescovo eletto)
- John Chadworth † (5 maggio 1452 - 23 novembre 1471 deceduto)
- Thomas Rotherham † (8 gennaio 1472 - 7 luglio 1480 nominato arcivescovo di York)
- John Russell † (7 luglio 1480 - 30 dicembre 1494 deceduto)
- William Smyth † (6 novembre 1495 - 2 gennaio 1514 deceduto)
- Thomas Wolsey † (6 febbraio 1514 - 15 settembre 1514 nominato arcivescovo di York)
- William Atwater † (15 settembre 1514 - 4 febbraio 1521 deceduto)
- John Longland † (20 marzo 1521 - 7 maggio 1547 deceduto)
- John White † (6 luglio 1554 - 6 luglio 1556 nominato vescovo di Winchester)
- Thomas Watson † (24 marzo 1557 - 27 settembre 1584 deceduto)